# Nassaulaan 45 (Baarn)
De villa aan de Nassaulaan 45 is een gemeentelijk monument in Baarn in de provincie Utrecht. De villa staat in de Transvaalwijk.
De villa is rond 1900 gebouwd waarbij gebruik is gemaakt van verschillende bouwstijlen, waaronder jugendstil, chaletstijl en de stijl van de Engelse landhuizen.

## Bewoning
In 1917 werd de villa bewoond door J.C. van Wieringhen Borski. De villa is steeds particulier bewoond geweest.